# Urnshausen
Urnshausen là một đô thị trong huyện Wartburg ở bang Thüringen, Đức. Đô thị này có diện tích 15,91 km².